# Knjaz Miloš
Knjaz Miloš (kyrillisk-serbiska: Књаз Милош) (fullständigt namn: Knjaz Miloš AD Aranđelovac) är en producent av kolsyrat mineralvatten i Aranđelovac, Serbien. Knjaz Miloš har tillverkats och sålts sedan 1811 och är ett naturligt kolsyrat mineralvatten taget djupt in ifrån bergen i Aranđelovac.
Knjaz Miloš betyder Prins Miloš och syftar på Miloš Obrenović (serbisk-kyrilliska: Милош Обреновић; född Miloš Teodorović) som var prins av Serbien 1815–1839 och igen 1858–1860. Han deltog i det första serbiska upproret.